# Вердер (пушка)
Вердер М1869, оригинално Пушка острагуша М/1869 система Вердер, немачка спорометна пушка која је 1869-1882. била службено оружје баварске војске.

## Историја
Аустријско-пруски рат (1866), у коме се Краљевина Баварска борила на страни поражене Аустрије, показао је у пракси огромну предност пруских пушака острагуша (Драјзе) у односу на тадашње најмодерније пушке спредњаче (аустријске каписларе Лоренц). Пораз велике и дисциплиноване аустријске војске наоружане пушкама спредњачама довео је до револуције у наоружању свих европских армија, које су већ 1867. усвојиле на брзину конструисане острагуше (углавном преправљене спредњаче) као основно војничко наоружање. Процес усвајања пушака острагуша истовремено се одвијао у Великој Британији (пушке Снајдер-Енфилд), Француској (пушке Шаспо), Аустрији (пушке Венцл), Русији (пушке Крнка) и САД (пушке Спрингфилд М1873), као и у мањим европским државама. Тако је Кнежевина Србија усвојила пушке Грин, а Краљевина Баварска донекле сличне пушке Подевил-Линднер, преправљене мускете каписларе са примитивним чепним затварачем, које су пуњене полусједињеним метком у папирној чахури и опаљиване традиционалним табаном на капислу.
Међутим, проналазак сједињеног метка са металном чахуром од стране Едварда Боксера и Хирама Бердана (1868) учинио је пушке са папирним метком застарелим и већ 1869. Баварска је усвојила нову пушку острагушу, овог пута на сједињене метке са централним паљењем, коју је 1868. конструисао Јохан Лудвиг Вердер, директор фабрике оружја у Нирнбергу. Пушка је усвојена након званичног тестирања, на коме су учествовале у оно време најмодерније пушке Верндл, Бердан и Маузер - при чему је Вердерова пушка усвојена као једини домаћи, баварски производ.

## Карактеристике
Вердер М1869 била је пушка острагуша са падајућим блок-затварачем, развијена по угледу на америчку пушку Пибоди. Пушка је имала два обарача - предњи, који се притискао унапред, и задњи, класичан. Притискање предњег обарача отварало је затварач и избацивало празну чауру, док је натезање ороза (заправо продужетка полуге затварача, који је по облику и локализацији подсечао на ороз) затварало сандук и напињало ударну иглу у затварачу. Овај систем веома брзог избацивања празних чаура омогућавао је веома брзу паљбу за оно време, пошто је код раних острагуша вађење чахуре било најспорији део гађања.

### Пешадијска пушка
Пушка је званично усвојена у наоружање баварске војске 18. априла 1869. Укупно је произведено око 1.000 експерименталних пушака 1868. у Лије̟жу (већина је накнадно преправљена у карабине), 125.000 пушака у баварској државној фабрици у Амбергу и још 20.000 од стране приватних произвођача. Пушке су биле калибра 11 мм, дугачке 130 цм, цеви дужине 89 цм, масе 4.390 грама, са бајонетом у облику сабље. Теоријски домет износио је 1.000 корака.
Уједињење Немачке (1871) натерало је Баварску да прихвати стандардно оружје нове немачке војске (Маузер М1871), па је 1875-1876. 125.540 пушака преправљено да користи исту, Маузерову муницију калибра 11 мм. Од 1877. почело је преоружавања баварске војске пушкама Маузер, али су пушке Вердер остале у служби до 1882. године.

### Карабин
Првих 600 карабина произведено је скраћивањем експерименталних пушака из 1868, 4.000 произвела је Фабрика машина у Минхену, а још 4.000 Огист Франкоте из Лијежа. Карабини су били дугачки 96 цм (цеви 55 цм), масе 3,5 кг, без носача за бајонет.
Франкоте је произвео и мањи број жандармеријских пушака, које су заправо биле стандардни карабини са носачем за бајонет.

### Пиштољ
За наоружање коњаника и артиљераца усвојен је једнометни пиштољ истог система.

## Употреба
Баварска војска користила је нове пушке у Француско-пруском рату (1870-1871) са великим успехом - пруски војници наоружани старијим пушкама Драјзе М1841 били су одушевљени брзином паљбе баварских пушака, која је била готово двоструко већа од њихових, иако је у то време свега око 1.000 баварских војника било опремљено новим пушкама.